# Io no (film)
Io no è un film del 2003 diretto da Simona Izzo e Ricky Tognazzi.
Il soggetto è tratto dall'omonimo romanzo di Lorenzo Licalzi. Gli interpreti principali sono Gianmarco Tognazzi e Inés Sastre. Tra gli altri interpreti vi sono Myriam Catania e Francesco Venditti, tutti imparentati con i registi.
Questo film è riconosciuto come d'interesse culturale nazionale dalla Direzione generale Cinema e audiovisivo del Ministero per i beni e le attività culturali e per il turismo italiano, in base alla delibera ministeriale del 4 febbraio 2003.

## Trama
Flavio e Francesco sono fratelli, diversi per molti aspetti: Flavio, il maggiore, è prudente e introspettivo, e più maturo di Francesco, che si burla continuamente del padre e conduce una vita dissoluta, tra droga e alcool. Raggiunta la maggiore età, Flavio si sposa con Laura, una dei tanti clienti dell'albergo di suo padre, e Francesco, arrivato al matrimonio in ritardo e sotto pesante effetto di sostanze stupefacenti, non fa che mettere in imbarazzo il fratello maggiore, che lo aveva scelto come testimone delle nozze. Dopo il matrimonio, Flavio e Laura hanno due figlie, mentre Francesco mantiene il suo stile di vita sregolato.
Passa qualche tempo e Flavio intraprende una relazione extraconiugale con Elisa, insegnante di danza delle figlie. In una cena cui viene invitata, però, Flavio si ubriaca, al punto da rivelare alla moglie Laura la sua storia con Elisa. Segue poco dopo il divorzio e Flavio, abbandonato anche da Elisa, inizia a sprofondare nella depressione. Nel frattempo Francesco conosce Elisa, della quale si innamora e con la quale decide di trasferirsi in Sudafrica, a Città del Capo, dove i due imparano l'inglese e hanno pure una figlia, che chiamano Laura, proprio come l'ex moglie di Flavio. Tuttavia, Elisa avverte presto un malore e, ritornata in Italia per accertamenti medici, scopre di avere un tumore incurabile. Sul letto di morte, Francesco ed Elisa fanno appena in tempo a sposarsi ufficialmente, senza che Laura (l'ex moglie di Flavio) e lo stesso Francesco le rivelino di fatto che è malata. Alla morte di Elisa segue un momento di depressione da parte di Francesco, che nel frattempo si è trasferito in casa di Laura insieme alla figlia.
In seguito, Francesco sente il bisogno di ritornare in Sudafrica per recuperare i ricordi della moglie. Qui incontra un camionista, al quale Francesco, durante un viaggio attraverso il deserto fino all'aeroporto, racconta dal principio alla fine tutta la propria storia. Il camionista, che sembra inizialmente non intendere la lingua, riferisce invece di aver appreso tutto il racconto, e va a consolare Francesco, che si è chinato per la strada piangendo disperato. Giunti all'aeroporto, Francesco lascia inavvertitamente cadere una lettera ai piedi del sudafricano, che in seguito raccoglierà. Ma l'aereo di Francesco subisce un incidente. Flavio, giunto in Sudafrica per riconoscere il fratello all'obitorio, incontra il camionista che gli consegna la lettera: era indirizzata alla figlia Laura.

## Riconoscimenti
- 2005 - Festival international du film d'amour de Mons
  - Miglior film europeo